# Ateuchus freudei
Ateuchus freudei är en skalbaggsart som beskrevs av Vladimir Balthasar 1966. Ateuchus freudei ingår i släktet Ateuchus och familjen bladhorningar. Inga underarter finns listade.